# Engenville
Engenville település Franciaországban, Loiret megyében. Lakosainak száma 539 fő (2022. január 1.). Engenville Audeville, Césarville-Dossainville, Guigneville, Intville-la-Guétard, Marsainvilliers, Pithiviers-le-Vieil és Ramoulu községekkel határos.

## Népesség
A település népességének változása:
| Lakosok száma | 385  | 348  | 374  | 452  | 556  | 567  | 564  | 562  | 563  | 539  |
|               | 1968 | 1982 | 1990 | 2006 | 2013 | 2015 | 2017 | 2019 | 2020 | 2022 |